# Planta terrestre

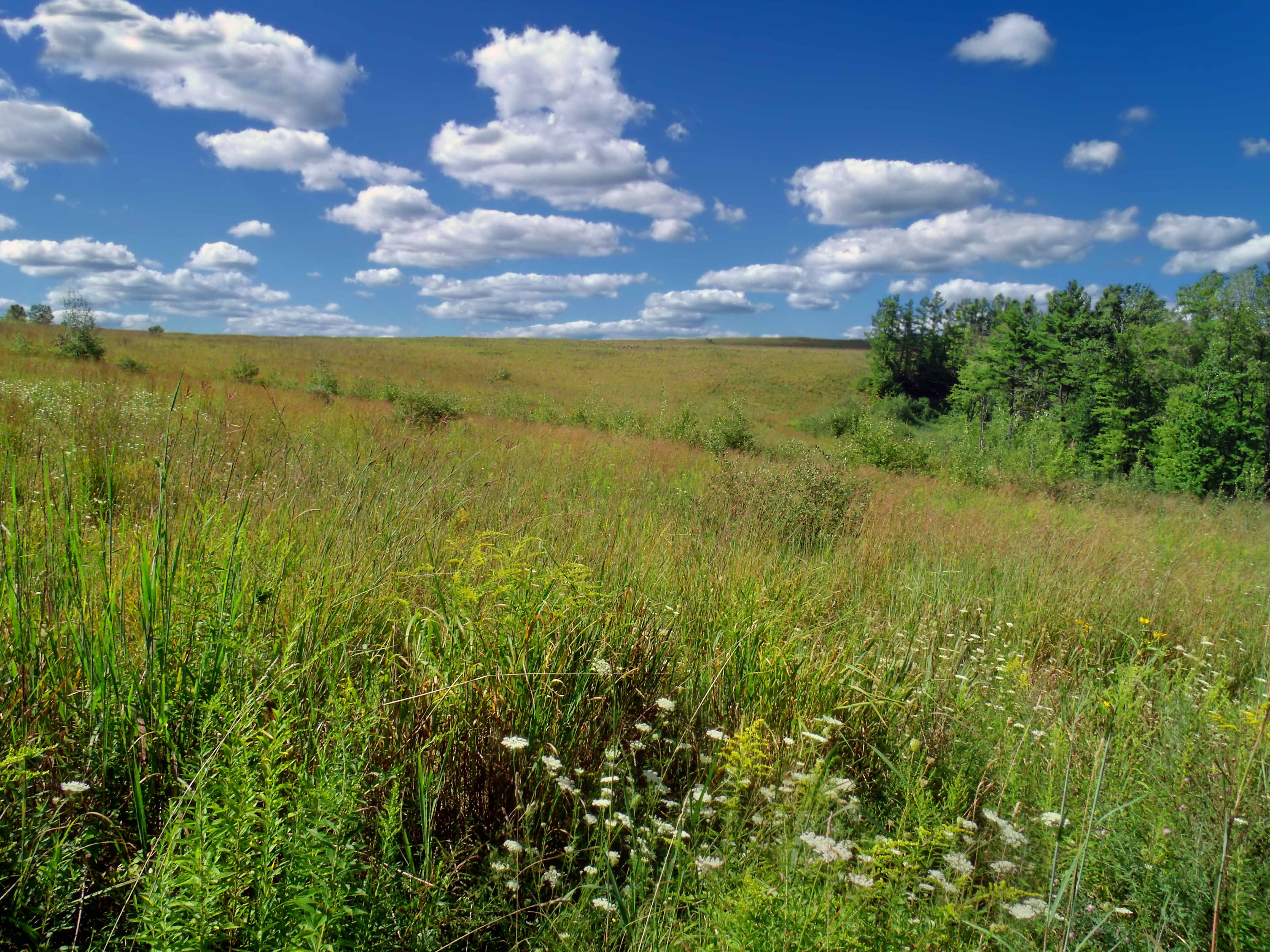
Plantes terrestres

Una planta terrestre és una planta que creix sobre o bé dins o des de la terra. Contrasten amb altres tipus de plantes com són les plantes aquàtiques (que viuen dins l'aigua), les epífites (que creixen sobre els arbres) i les litòfites (que creixen dins o sobre les roques). Són plantes terrestres la majoria dels embriòfits
De vegades és difícil diferenciar entre plantes terrestres i plantes aquàtiques les quals de vegades creixen amb les arrels dins la terra submergida. Els helòfits formen un grup de transició entre les plantes terrestres i les aquàtiques.
Es creu que les plantes terrèstres han evolucionat a partir de les algues cloròfites (Chlorophyta), a partir dels períodes Silurià/Devonià. La seva supervivència sobre la terra exigeix adaptacions per evitar que les plantes s'assequin i per ajudar que obtinguin nutrients i en la seva reproducció. per exemple l'evolució de la cutina, la qual forma una capa cerosa sobre les plantes (la cutícula) i els estomes que ajuden a evitar la dessecació.